# 木曽岬町自主運行バス
木曽岬町自主運行バス（きそさきちょうじしゅうんこうバス）は、三重県桑名郡木曽岬町のコミュニティバスである。

## 概要
三重交通バスの路線バス廃止直後の2007年（平成19年）4月1日に運行が開始された。毎日運行で利用対象者は限定していない。

## 現行路線

### 中央線
- 近鉄弥富駅 - 弥富市役所前 - 加路戸 - 北部公民館前 - 木曽岬小学校前 - 名西ニュータウン - 川先 - 白鷺 - 上松永

### 源緑見入線
- 近鉄弥富駅 - 弥富市役所前 - 見入 - 和泉神社 - 木曽岬小学校前 - 名西ニュータウン - 源緑 - 源緑北[1] - 上松永

## 廃止路線
2007年（平成19年）9月30日、試行終了に伴い廃止。

### 富田子・近江島線
- 近鉄弥富駅 - 加路戸 - 近江島集会所前 - 田代北 - 木曽岬学校前 - 下和泉北 - 川先弘法池
  - 土曜・休日運休

## 車両
町所有の自家用車を使用する。車体には協賛企業の広告が掲示される（公募）。
- 中央線：マイクロバス（三菱ふそう・ローザ）
- 源緑見入線、富田子・近江島線：ワゴン車（トヨタ・ハイエース）

## 運賃
- 大人：200円
- 高校生以下・65歳以上・障害者：100円